# Nowy cmentarz żydowski w Białej Podlaskiej
Nowy cmentarz żydowski w Białej Podlaskiej – położony przy ul. Nowej założono w XVIII wieku.
Podczas II wojny światowej na terenie cmentarza Niemcy rozstrzelali większość z 3600 Żydów zamordowanych w Białej Podlaskiej.
Okupanci całkowicie zdewastowali cmentarz. Macewy użyto do budowy lokalnych dróg. Na powierzchni 2,7 hektara nie zachował się żaden nagrobek. Na cmentarzu znajduje się pomnik upamiętniający 12 tys. Żydów z Białej Podlaskiej oraz z Augustowa i Suwałk, którzy zginęli w hitlerowskich obozach zagłady podczas II wojny światowej.

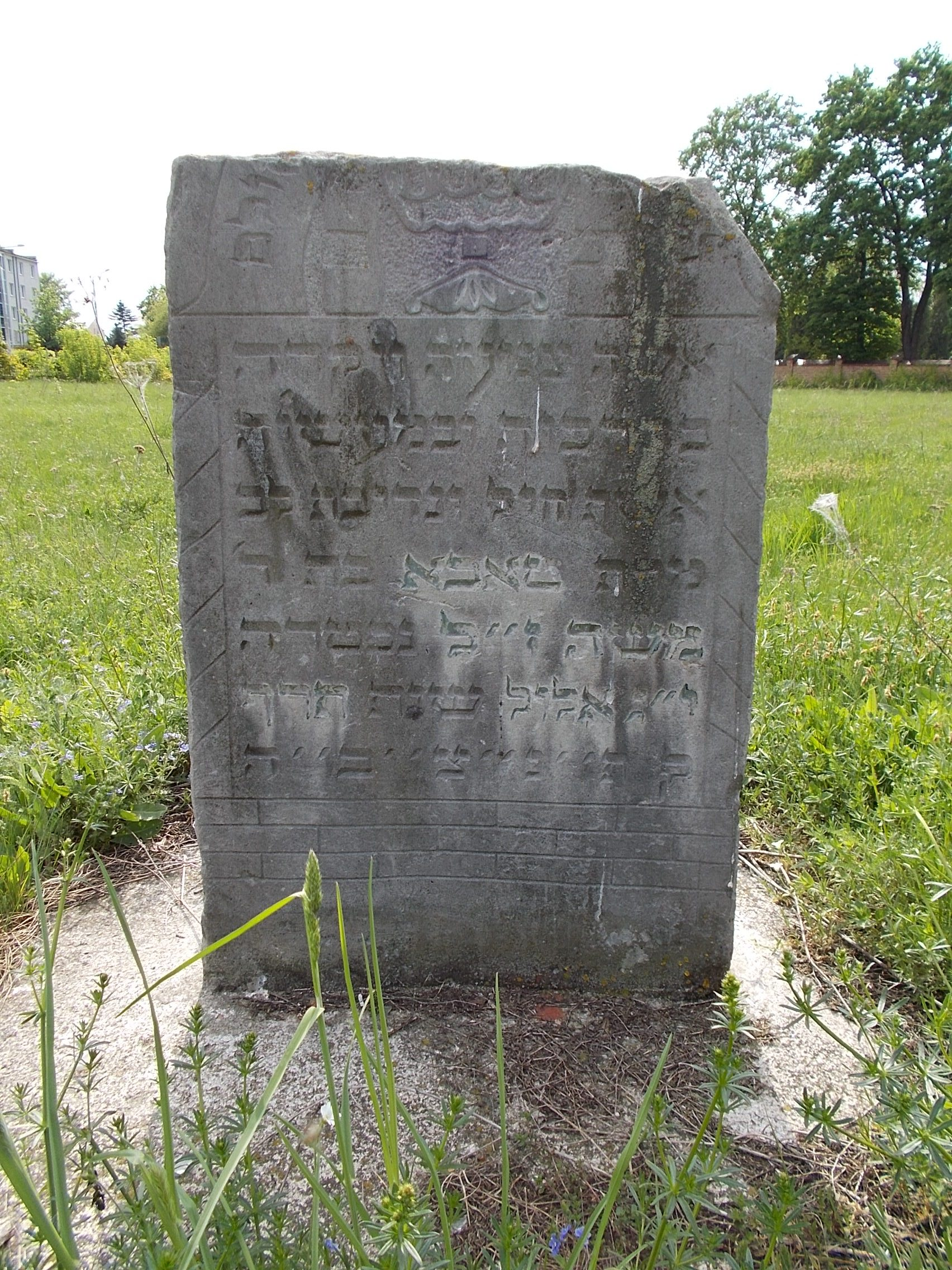
Macewa